# Santo Sepolcro (Barletta)

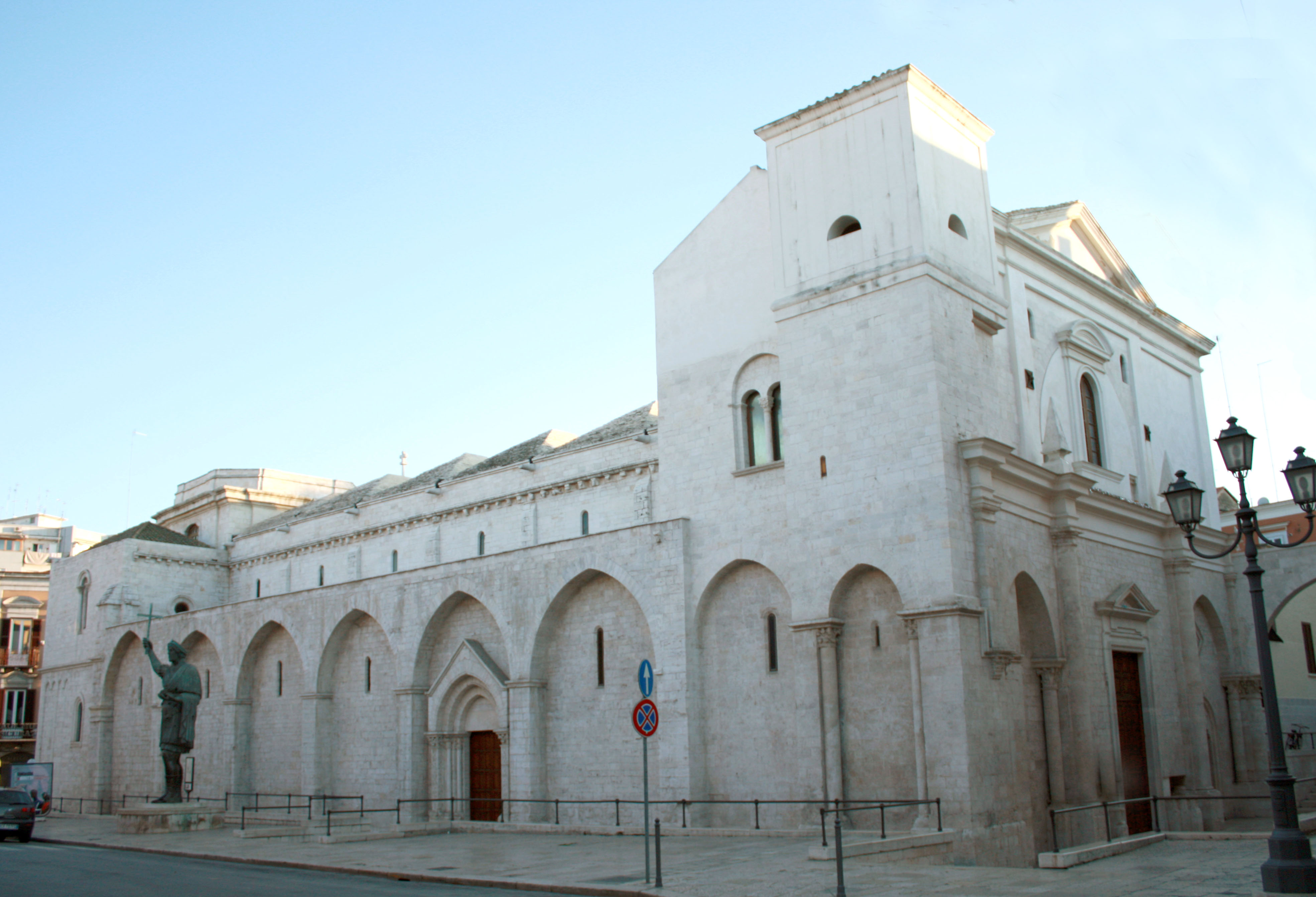
Basilika Santo Sepolcro

Die Basilica del Santo Sepolcro (deutsch Basilika des Heiligen Grabes) ist eine römisch-katholische Kirche in Barletta, Apulien. Die Stiftskirche des Erzbistums Trani-Barletta-Bisceglie trägt den Titel einer Basilica minor. Das Patrozinium des Heiligen Grabes zeigt die enge Verbindung mit dem Heiligen Land und dem Grab Christi auf. Sie wurde Ende des 12. Jahrhunderts in gotisch-burgundischen Formen errichtet.
Die Kirche wurde zwischen zwei antiken und wichtigen Verkehrsachsen errichtet, der adriatischen Via Francigena auf der einen und der Straße nach Canosa di Puglia, die zur Via Traiana führt, auf der anderen Seite. Sie war ein Durchgangsziel für Pilger auf dem Weg ins Heilige Land und für Kreuzfahrer, die vom Hafen von Barletta nach Jerusalem fuhren. Das alte Pilgerhospital aus der Zeit zwischen dem Ende des 11. und dem Beginn des 12. Jahrhunderts war an die Kirche angeschlossen. Bedeutsam ist die Schatzkammer der Grabeskirche.

## Geschichte
Das erste Dokument zur Kirche stammt aus dem Jahr 1130, als auch der Orden der Kanoniker des Heiligen Grabes von Papst Innozenz II. anerkannt wurde. 1138 wird in einer weiteren Bulle des Papstes zum ersten Mal der Standort der Kirche angegeben. Im Jahr 1144 wird die Gründung der Kirche durch die Ritter des Heiligen Grabes erwähnt, die sie nach ihrer Rückkehr aus Palästina zusammen mit anderen Gebäuden in ganz Apulien errichtet hatten. Neben der Kirche wurde das Pilgerhospital errichtet. Die unterschiedlichen stilistischen Merkmale der Basilika deuten jedoch darauf hin, dass die Bauzeit mehr als ein Jahrhundert dauerte.
Im Jahr 1291, nach dem Scheitern des neunten und letzten Kreuzzuges und dem Fall von Akkon kamen der alten Überlieferung zufolge wertvolle Reliquien aus Jerusalem nach Barletta. Darunter befand sich auch die kostbare Staurothek mit einem Fragment des echten Holzes des Kreuzes Christi, das seither in der Grabeskirche besonders verehrt wird.
Im Jahr 1312 ließ Robert von Anjou den Portikus vor der Kirche restaurieren und eine Gedenktafel anbringen, die bei Restaurierungsarbeiten im Jahr 1918 entdeckt wurde. Im Jahr 1400 wurde das Hospital des Heiligen Grabes aufgrund seines baufälligen Zustands vollständig neu aufgebaut. In Erinnerung an seine ursprüngliche Nutzung erhielt es den Namen Ospedale dei Pellegrini (Pilgerhospital). Im Jahr 1456 verursachte ein Erdbeben schwere Schäden am Glockenturm, der sich im nordwestlichen Flügel der Kirche befindet. Im Jahr 1549 wurde das Krankenhaus des Heiligen Grabes vergrößert.
Im Jahr 1770 wurde der Portikus vor der Hauptfassade der Kirche abgerissen. Nur der Torbogen, der die Kirche mit dem Krankenhaus verbindet, blieb stehen. Im selben Jahr wurde auch der Glockenturm aus dem 16. Jahrhundert, der auf der Kuppel des Chors gestanden hatte, durch einen riesigen barocken Glockenturm ersetzt, der nicht erhalten ist.
Die Ankunft der Franzosen in Barletta im Jahr 1799 fiel mit der Aufhebung des Malteserordens zusammen, dessen Besitz zwischen 1815 und 1826 teilweise zurückgegeben wurde. Im Jahr 1852 wurde die Grabeskirche von Pius IX. zum Kollegiatstift erhoben.
Im späten 19. Jahrhundert verfiel das Heilige Grab jedoch zusehends und die benachbarten Gebäude wurden völlig aufgegeben.
1908 wurde die Grabeskirche zur Pfarrkirche erhoben. In den 1930er und 1940er Jahren fanden zahlreiche Restaurierungsarbeiten statt, die zunächst den Abriss des Gebäudes vor dem Pilgerhospital, die Absenkung des äußeren Bodenniveaus an der Hauptfront (Westseite) und an der Seite (Nordseite, Corso Vittorio Emanuele) sowie die Restaurierung des alten Chors umfassten.
Die Kirche wurde 1951 von Papst Pius XII. in den Rang einer Basilica minor erhoben. In den Jahren 1968 bis 1972 fand eine komplexe Restaurierung des gesamten Gebäudes statt, die zur Entdeckung von Artefakten aus der mittelalterlichen Basilika und zur Wiederaufrichtung des Kirchendachs in seiner ursprünglichen Form führte.

## Beschreibung

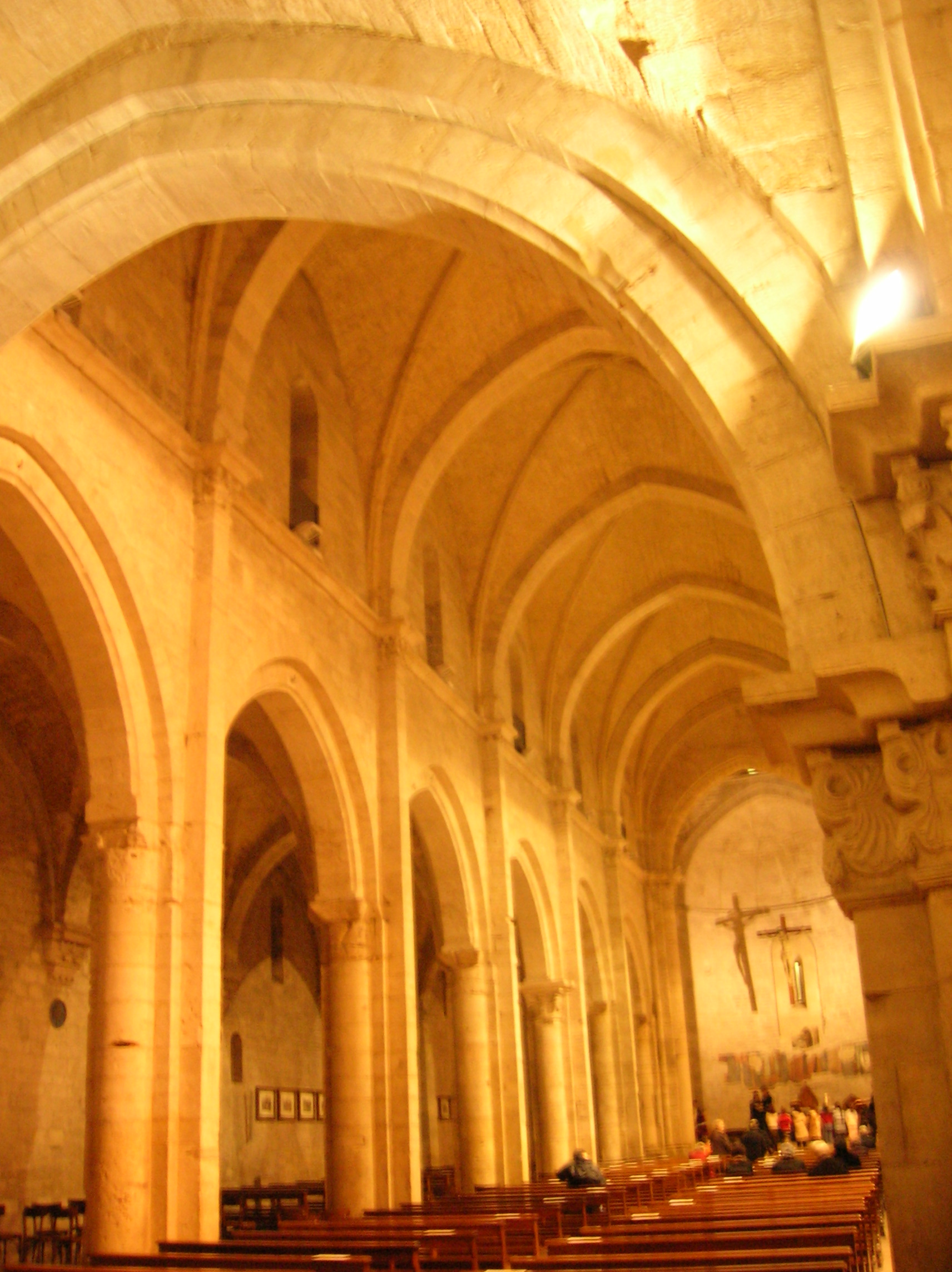
Innenraum

Die Basilika zeichnet sich durch einen gemäßigten gotischen Stil aus. Die etwa geostete Grabeskirche hat einen basilikalen Aufbau auf kreuzförmigem Grundriss mit einem dominanten Hauptschiff, das sieben Joche umfasst. Am Eingang der Kirche befindet sich der Narthex. In der linken Ecke des Narthex, d. h. gleich beim Betreten der Kirche, befindet sich die Treppe zum Obergeschoss und zu den Frauenemporen. Die Decke ist mit Spitzbogengewölben aus dem späten 14. Jahrhundert überspannt. Der Altarraum nimmt die Vierung ein, ein hölzernes Kruzifix beherrscht den Hochaltar. Dahinter schließt sich der Chor an. Links vom Hauptportal befindet sich eine Gedenktafel, die an die Einweihung der Kirche und des Hochaltars am 24. Februar 1726 durch Don Nicola de Queralt, einen gebürtigen Barlettaer, erinnert. Neben der Kirche steht der Koloss von Barletta.

## Schatzkammer der Basilika des Heiligen Grabes
Mit dem Ende der Kreuzfahrerstatten kamen nach 1291 einige Reliquien des Heiligen Grabes von Jerusalem nach Barletta gebracht. Heute kann man den Schatz des Heiligen Grabes in der Kapelle über dem Narthex der Basilika besichtigen, die mit wertvollen Ikonen aus dem 13. Jahrhundert und mehreren Fresken aus dem 14. Jahrhundert geschmückt ist. Der Schatz umfasst ein Zwillings-Patriarchenkreuz, einen Tabernakel mit Christus in Majestät in Mandorla, eine vergoldete eucharistische Taube aus Kupfer und eine Monstranz aus dem 12. Jahrhundert.